# 중국 U-20 축구 국가대표팀
중국 U-20 축구 국가대표팀(中國國家青年足球隊)은 FIFA U-20 월드컵과 AFC U-20 아시안컵 뿐만 아니라 모든 20세 이하 국제 축구 토너먼트 축구 대회에서 중국을 대표하며 중국 축구 협회가 관리한다.

## 역사
2017년 U-20 팀은 양국 간 협정의 일환으로 독일 4부 리그인 레기오날리가 쥐트베스트에서 경기를 시작했는데 리그 일정에서 누락된 20번째 구단을 채우기 위해 친선 경기를 펼치는 방식으로 진행 되었다.
그리고 11월 17일 경기 도중 티베트의 기가 게양되자 팀은 항의하며 퇴장해버렸고 결국 이 일의 여파로 예정된 모든 친선 경기가 취소되는 일까지 벌어졌다.
이후 이듬해인 2018년 9월 28일 중국 U-19 옐로우(B팀)가 20세 이하 축구 국가대표팀을 지원하기 위해 조직되었고 세르비아 출신 알렉산다르 얀코비치가 팀의 1번째 사령탑으로 선임되었다

## 국제 대회 경력

### AFC U-20 아시안컵
1975년 대회 첫 출전을 시작으로 현재까지 19번의 U-20 아시안컵 본선에 참가하여 이 중 1985년 대회에서 우승을 차지했고 1982년과 1996년 그리고 2004년 대회에서는 준우승을 차지했으나 이후에는 4강 문턱을 밟지 못하고 있다.

### FIFA U-20 월드컵
1983년 대회 첫 출전을 시작으로 현재까지 5번의 FIFA U-20 월드컵 본선에 올랐고 이 중 1985년 대회에서 8강에 오르면서 앞서 열린 1985년 FIFA U-17 월드컵에서 8강에 올랐던 U-17 대표팀에 이어 2회 연속 FIFA 주관 남자 대회 토너먼트 진출을 이뤄냈다.

## 역대 성적

### FIFA U-20 월드컵
- 1977년 ~ 1981년: 불참
- 1983년: 조별 예선
- 1985년: 8강
- 1977년 ~ 1981년: 예선 탈락
- 1997년: 조별 예선
- 1999년: 예선 탈락
- 2001년: 16강
- 2003년: 예선 탈락
- 2005년: 16강
- 2007년 ~ 2025년: 예선 탈락

### AFC U-20 아시안컵
- 1959년 ~ 1974년: 불참 (AFC 비회원국)
- 1975년: 8강
- 1976년: 8강
- 1977년: 불참
- 1978년: 조별 예선
- 1980년: 예선 탈락
- 1982년: 준우승
- 1985년: 우승
- 1986년: 예선 탈락
- 1988년: 조별 예선
- 1990년 ~ 1994년: 예선 탈락
- 1996년: 준우승
- 1998년: 조별 예선
- 2000년: 3위
- 2002년: 8강
- 2004년: 준우승
- 2006년: 8강
- 2008년: 8강
- 2010년: 8강
- 2012년: 조별 예선
- 2014년: 8강
- 2016년: 조별 예선
- 2018년: 조별 예선
- 2020년: 예선 탈락 (나중에 코로나19 범유행으로 인하여 대회가 취소됨)
- 2023년: 8강
- 2025년: 8강

## 역대 감독
| 감독                | 임기        |
| ------------------- | ----------- |
| 자슈취안            | 2017        |
| 알렉산다르 얀코비치 | 2019 ~ 2021 |